# Asphalt: Urban GT 2
Asphalt: Urban GT 2 es un videojuego de carreras desarrollado y publicado por Gameloft para Nintendo DS, N-Gage y PSP. También se lanzó una versión 2.5D Java ME para teléfonos móviles.
El juego presenta una aparición especial de The Pussycat Dolls, y una muestra del sencillo de Moby "Lift Me Up". La versión de Nintendo DS se lanzó aproximadamente un año después de la versión N-Gage, con gráficos mejorados, sonido y compatibilidad con pantalla dual. También se lanzó una versión para PlayStation Portable en marzo de 2007 con el modo exclusivo "Time Ride" para Arcade que no se encuentra en otra versión.

## Jugabilidad
El estilo del Urban GT 2 es similar a Burnout y Need For Speed. Los jugadores pueden eliminar a otros conductores al dañarlos con su propia carrocería como protección, y escapar de persecuciones policíacas. Existe un medidor que determina el nivel de alerta de la policía, al igual que en las sagas GTA o Driver, por lo que el juego puede definirse como un híbrido de otros éxitos comerciales. La diferencia con otras franquicias, es la posibilidad de jugar en modo policía, apreciando la trama desde otra perspectiva.

## Lista de Vehículos
Lista de vehículos desbloqueables:
- Cadillac XLR 2004 - Al ganar $150,000 en total.

- Chevrolet 1967 Corvette Stingray - Al ganar $80,000 en total.

- Chevrolet Camaro 1969 - Al ganar $40,000 en total.

- Concept WK-10 (Bonus Vehicle) - Al arrestar 100 Corredores en modo Policía.

- Dodge Charger 1969 - Al ganar $135,000 en total.

- Dodge Viper GTS-R - Al ganar $275,000 en total.

- Dodge Viper SRT-10 - Al ganar $250,000 en total.

- Ducati 999R - Al ganar $190,000 en total.

- Ducati Monster S4R - Al ganar $100,000 en total.

- Grand Prix Racer (Bonus Vehicle) - Al ganar todas las copas doradas en Modo Evolution .

- Hummer H3 - Al ganar $175,000 en total.

- Husqvarna SM610 - Al ganar $15,700 en total.

- Infiniti FX45 - Al ganar $210,000 en total.

- Infiniti G35 Cupé - Al ganar $50,000 en total.

- Kawasaki VN2000 - Al ganar $30,000 en total.

- Kawasaki ZX-10 R - Al ganar $315,000 en total.

- Lamborghini Countach 1985 - Al ganar $450,000 en total.

- Lamborghini Gallardo - Al ganar $375,000 en total.

- Lamborghini LM002 - Al ganar $70,000 en total.

- Lamborghini Miura 1973 - Al ganar $220,000 en total.

- Lamborghini Murciélago - Al ganar $400,000 en total.

- Lamborghini Murciélago R-GT - Al ganar $350,000 en total.

- Lamborghini Murciélago Roadster - Al ganar $420,000 en total.

- Low Ridin' Road Hog (Bonus Vehicle) - Al arrestar 15 Corredores en Modo Policía.

- Mercedes-Benz CL65 - Al ganar $300,000 en total.

- Mercedes-Benz CLS Cupé - Al ganar $110,000 en total.

- Mercedes-Benz SL65 - Al ganar $260,000 en total.

- Mercedes-Benz SLR McLaren - Al ganar $290,000 en total.

- Nissan 350Z - Al ganar $90,000 en total.

- Nissan Skyline GTR - Al ganar $160,000 en total.

- Nitrous Sand Bug (Bonus Vehicle) - Al destruir 15 autos de policías en Modo Criminal.

- Prototype 93-WT DD (Bonus Vehicle) - Al ganar $650,000 en total.

- Saleen Mustang Cupé - Al ganar $200,000 en total.

- Saleen S7 Twin Turbo - Al ganar $330,000 en total.

- Subaru Impreza WRX STi - Al ganar $120,000 en total.

- T-Fin 609 Speedster (Bonus Vehicle) - Al ganar $1,000,000 en total.

- The Collector (Bonus Vehicle) - Al terminar primero en modo Eliminación por lo menos una vez.

- Triumph Speed Triple - Al ganar $60,000 en total.

- TVR Sagaris - Al ganar $235,000 en total.

- Aston Martín DBR9 - Al ganar $225,000 en total